# Lawrence Warbasse
Lawrence „Larry“ Warbasse (* 28. Juni 1990 in Dearborn) ist ein US-amerikanischer Radrennfahrer.

## Sportliche Laufbahn
Lawrence Warbasse begann seine Karriere 2007 bei dem US-amerikanischen Continental Team Priority Health-Bissell. In den Jahren 2011 und 2012 platzierte er sich bei mehreren Nachwuchsrennen unter den besten Zehn. Unter anderem wurde er 2011 Fünfter bei der U23-Austragung von Liège-Bastogne-Liège. Ende der Saison 2012 fuhr er für das BMC Racing Team als Stagiaire und bekam dort einen Profivertrag ab 2013. Bei der Tour of Qatar gewann er 2013 zusammen mit seinem Team das Mannschaftszeitfahren.
2017 entschied Warbasse eine Etappe der Tour de Suisse für sich. Wenige Wochen später wurde er nationaler Meister im Straßenrennen.

## Erfolge
2013
- Mannschaftszeitfahren Tour of Qatar

2017
- eine Etappe Tour de Suisse
- US-amerikanische Meister – Straßenrennen

## Grand-Tour-Platzierungen
| Grand Tour            | 2014 | 2015 | 2016 | 2017 | 2018 | 2019 | 2020 | 2021 | 2022 | 2023 | 2024 | 2025 |
| --------------------- | ---- | ---- | ---- | ---- | ---- | ---- | ---- | ---- | ---- | ---- | ---- | ---- |
| Giro d’ItaliaGiro     | –    | –    | DNF  | –    | –    | 52   | 17   | 41   | –    | 44   | 37   | 68   |
| Tour de FranceTour    | –    | –    | –    | –    | –    | –    | –    | –    | –    | –    | –    |      |
| Vuelta a EspañaVuelta | 74   | 38   | 49   | DNF  | –    | –    | –    | –    | –    | 44   | –    |      |